# هری بیر (بازیکن فوتبال)
هری بیر (انگلیسی: Harry Bähre؛ زادهٔ ۲۲ ژوئیهٔ ۱۹۴۱) بازیکن فوتبال اهل آلمان است.
از باشگاه‌هایی که در آن بازی کرده‌است می‌توان به باشگاه فوتبال هامبورگ اشاره کرد.